# Energienhet
Energienhet, någon av alla de måttenheter som används för att mäta energi.

## SI-enheteroch härledda enheter
- joule
- kilowattimme
- elektronvolt

## Övriga enheter
- kalori (cal)
- kiloton trotyl, megaton trotyl - sprängladdningar och kärnexplosioner
- erg
- BTU
- Kayser (cm-1)